# Roekmole
De Roekmole is een spinnenkopmolen bij Goëngahuizen in de gemeente Smallingerland. Het is de grootste spinnenkopmolen van de provincie Friesland. De poldermolen is uitgerust met een vijzel. De molen is een rijksmonument.
De molen werd in 1832 gebouwd ter bemaling van de polder Krieke bij Warniahuizen (gemeente Heerenveen). Na een verplaatsing naar natuurgebied Het Eiland (It Eilân) in 2009 is hij maalvaardig gerestaureerd. In november 2010 is hij opgeleverd op zijn nieuwe plaats, waar hij voor bemaling gebruikt zal worden. De molen kreeg de naam Roekmole.

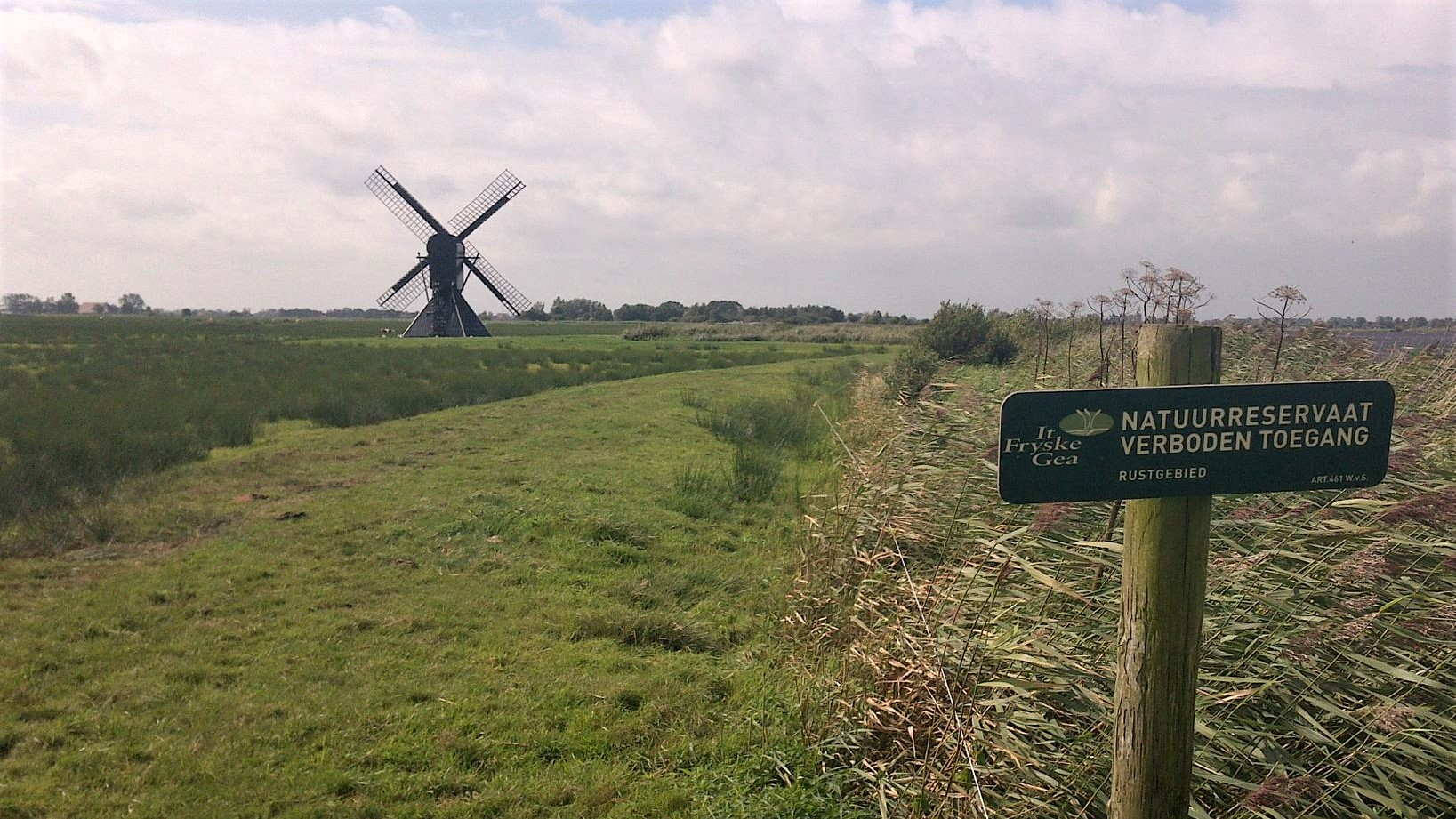
De molen in natuurreservaat van It Fryske Gea